# António Monteiro Cantarino
António Monteiro Cantarino (Vila Nova de Gaia, 23 de Fevereiro de 1813 - ??) foi um industrial de cerâmica radicado na cidade do Porto.

## Biografia
Nasceu no seio de uma família de oleiros estabelecidos em Vila Nova de Gaia. Tomou parte no Cerco do Porto, no Batalhão do Baba (ou Vava), organizado pelo ceramista Francisco da Rocha Soares e composto por operários das fábricas de loiça da cidade do Porto e cercanias.
Fundou, em 13 de Novembro de 1841, juntamente com Tomás Nunes da Cunha, a Fábrica Cerâmica do Carvalhinho, na Corticeira, junto às Fontainhas, no Porto, tendo sido sócio daquele até 1869, ano em que saiu da sociedade.
Foi proprietário da Ilha do Cantarino, na Corticeira, visitada pela rainha D. Maria Pia em 22 de Março de 1888, na sequência do fatídico incêndio do Teatro Baquet. Era primo do Cardeal-Patriarca de Lisboa, D. Manuel Bento Rodrigues da Silva.